# Восточная Англия
Восто́чная А́нглия (англ. East of England) — регион на востоке южной Англии. Включает шесть церемониальных графств, а также несколько унитарных и муниципальных районов. Административный центр — Кембридж. Крупнейший город — Лутон (185 тысяч человек).

## География
Регион Восточная Англия занимает территорию 19 120 км² (2-е место среди регионов), омывается с востока Северным морем, граничит на юго-западе с регионами Юго-Восточная Англия и Большой Лондон, на северо-западе с регионом Ист-Мидлендс.

## История
До создания Восточной Англии (East of England) на данной территории существовал регион East Anglia, который был меньше по площади и не включал в себя Эссекс, Хартфордшир и Бедфордшир, входившие в Юго-Восточный регион.

### Городские агломерации
В Восточной Англии полностью расположены 10 крупных городских агломераций с населением более 100 тысяч человек, а также часть городской агломерации Большой Лондон (по данным 2001 года, в порядке убывания численности населения):
- Большой Лондон (городская агломерация) (часть, более 300 тысяч человек в Восточной Англии)
- Саутенд (городская агломерация) 269 415
- Лутон/Данстебел 236 318
- Норидж (городская агломерация) 194 839
- Ипсуич (городская агломерация) 141 658
- Питерборо 136 292
- Кембридж (городская агломерация) 131 465
- Сент-Олбанс/Хэтфилд 114 710
- Колчестер 104 390
- Бедфорд/Кемпстон 101 928
- Базилдон/Норт Бенфлит 101 492

## Демография
На территории региона Восточная Англия по данным 2012 года проживает 5 907 300 человек (четвёртое место среди регионов), при средней плотности населения 308,96 чел./км².

## Политика
Ассоциация местного самоуправления Восточной Англии (EEGA) создана в апреле 2010 года и взяла на себя большинство функций бывшей Региональной Ассамблеи Восточной Англии (East of England Regional Assembly). Ассоциация состоит из членов 52 местных советов, входящих в регион Восточная Англия.
Агентство по развитию Восточной Англии (EEDA) работает с апреля 1999 года, основная цель агентства — развитие экономики региона Восточная Англия. Правление агентства состоит из 13 членов, представителей бизнеса, политики и образования Восточной Англии.

## Административное деление
Регион Восточная Англия включает в себя одиннадцать политически независимых друг от друга административных единиц — шесть унитарных единиц (Бедфорд, Лутон, Питерборо, Саутенд-он-Си, Таррок и Центральный Бедфордшир) и пять неметропольных графств (Кембриджшир, Норфолк, Саффолк, Хартфордшир и Эссекс). Неметропольные графства и унитарные единицы объединены в шесть церемониальных графств — Бедфордшир, Кембриджшир, Норфолк, Саффолк, Хартфордшир и Эссекс, для обеспечения ими церемониальных функций. Пять неметропольных графств региона, в свою очередь, делятся на 41 неметропольный район. Унитарные единицы разделения на районы не имеют.
| Бедфордшир (церемониальное графство) - 6. Бедфорд (унитарная единица) - 5. Лутон (унитарная единица) - 6. Центральный Бедфордшир (унитарная единица) Кембриджшир (церемониальное графство) - 7. Кембриджшир (неметропольное графство) - Кембридж / Cambridge - Южный Кембриджшир / South Cambridgeshire - Хантингдоншир / Huntingdonshire - Фенленд / Fenland - Восточный Кембриджшир / East Cambridgeshire - 8. Питерборо (унитарная единица) 9. Норфолк (церемониальное графство, неметропольное графство) - - Норидж / Norwich - Южный Норфолк / South Norfolk - Грейт-Ярмут / Great Yarmouth - Бродленд / Broadland - Северный Норфолк / North Norfolk - Кингс-Линн и Западный Норфолк / King’s Lynn and West Norfolk - Брекленд / Breckland | 10. Суффолк (церемониальное графство, неметропольное графство) - - Ипсуич / Ipswich - Суффолк-Костал / Suffolk Coastal - Уэвени / Waveney - Средний Суффолк / Mid Suffolk - Бейбер / Babergh - Сент-Эдмундсбери / St Edmundsbury - Форест-Хит / Forest Heath 4. Хартфордшир (церемониальное графство, неметропольное графство) - - Три-Риверс / Three Rivers - Уотфорд / en:Watford - Хартсмир / en:Hertsmere - Уэлин-Хатфилд - Броксборн / en:Broxbourne - Восточный Хартфордшир / en:East Hertfordshire - Стивенидж / en:Stevenage - Северный Хартфордшир / en:North Hertfordshire - Сент-Олбанс / en:City and District of St Albans - Дакорум / en:Dacorum Эссекс (церемониальное графство) - 3. Эссекс (неметропольное графство) - Харлоу - Эппинг-Форест - Брентвуд - Базилдон - Касл-Пойнт - Рочфорд - Мэлдон - Челмсфорд - Аттлсфорд - Брейнтри - Колчестер - Тендринг - 2. Саутенд-он-Си (унитарная единица) - 1. Таррок (унитарная единица) |

† — на карте под номером 6 показано бывшее неметропольное графство Бедфордшир, разделенное в 2009 году на две унитарные единицы Бедфорд и Центральный Бедфордшир

### Статуссити
В регионе Восточная Англия расположены пять из 50 административных единиц Англии, имеющих статус «сити»:
- Или является центром Епархии Или (диоцез, Diocese of Ely) образованной в 1109 году[6]. Илийский Сити имеет свой местный совет[7] и возглавляется Мэром Или
- Кембридж получил право иметь местный совет и возглавляться Мэром Кембриджа в 1207 году, во времена правления короля Англии Иоанна Безземельного, когда была выпущена соответствующая королевская грамота[8]. Первым записанным мэром в 1213 году был Хёрви Фитцюстэйс (Hervey Fitzeustace)[9]
- Норидж имел право возглавляться мэром с 1403 по 1835 год, в 1909 году эта привилегия была возвращена городу королём Эдуардом VII, и должность мэра стала называться Лорд-Мэр Нориджа. Норвич является центром Епархии Норвич (диоцез, Anglican Diocese of Norwich).
- Питерборо стал центром Епархии Питерборо (диоцез, Diocese of Ely) в 1541 году[10], имеет орган самоуправления и избирает Мэра Питерборо сроком на один год.
- Сент Олбанский Сити с центром в городе Сент-Олбанс кроме того Сент-Олбанс является центром Епархии Сент-Олбанса (диоцез, Diocese of St Albans).

## Экономика
В регионе Уэст-Мидлендс находятся штаб-квартиры и производственные мощности компаний, выпускающих автомобили под марками «Lotus» и «Vauxhall».

### Лотус Карс
В Хетоне, близ города Уиндэм, графство Норфолк расположена штаб-квартира и один из заводов компании Лотус Карс, производителя спортивных и гоночных машин.

### Воксхолл Моторс
В городе Лутон, графство Бедфордшир находится штаб-квартира и один из заводов компании Vauxhall Motors — крупнейшего работодателя со штатом в 35 000 сотрудников, подразделение компании Дженерал Моторс. Завод компании Воксхолл в Лутоне является местом работы для 1171 сотрудника и в две смены производит 67 000 коммерческих автомобилей в год.

## Спорт
Один из двадцати профессиональных футбольных клубов, выступающих в сезоне 2012/2013 в Английской футбольной Премьер-лиге базируется в регионе Восточная Англия:
- Норвич Сити

Три из двадцати четырех профессиональных футбольных клубов, выступающих в сезоне 2012/2013 в Чемпионате Футбольной лиги :
- Ипсвич Таун
- Питерборо Юнайтед
- Уотфорд

Два из двадцати четырех клубов, выступающих в Первой Футбольной лиге:
- Колчестер Юнайтед
- Стивенидж

Один из двадцати четырех клубов, выступающих во Второй Футбольной лиге Англии:
- Саутенд Юнайтед

Три из двадцати четырех профессиональных или полупрофессиональных клубов Национальной Конференции:
- Брейнтри Таун
- Кембридж Юнайтед
- Лутон Таун

Два из двадцати двух клубов, выступающих в Северной Конференции:
- Бишоп-Стортфорд
- Хистон

Три из двадцати двух клубов, выступающих в  Южной Конференции:
- Биллерики Таун
- Борем Вуд
- Челмсфорд Сити

## Достопримечательности
Кэмбридж – знаменитый университетский город.